# Molophilus occidentalis
Molophilus occidentalis är en tvåvingeart som beskrevs av Günther Theischinger 1988. Molophilus occidentalis ingår i släktet Molophilus och familjen småharkrankar. Inga underarter finns listade i Catalogue of Life.